# Liste des maires de Gaillac
Cet article dresse une liste par ordre de mandat des maires de Gaillac, commune française, située dans le département du Tarn en région Occitanie.
Depuis 1945, huit maires se sont succédé à la mairie. 

## Liste des maires
| Période                                  | Période           | Identité                            | Étiquette          | Qualité |
| ---------------------------------------- | ----------------- | ----------------------------------- | ------------------ | --- |
| Les données manquantes sont à compléter. |                   |                                     |                    | |
| 1693                                     | 1707              | Jean Lombart                        |                    | |
| 1708                                     |                   | M. Bousquet                         |                    | |
| 1709                                     | 1713              | M. de Verdun de Saint Bar           |                    | |
|                                          |                   |                                     |                    | |
|                                          |                   | Jean Antoine Édouard Fos de Laborde |                    | Médecin Député |
|                                          |                   |                                     |                    | |
|                                          |                   | Joseph Rigal                        |                    | Conseiller général de Gaillac (1848-1852) Député |
|                                          |                   | Marie-Joseph Jacques Bermond        |                    | Conseiller général de Gaillac (1833-1836) Député |
|                                          |                   | Joseph Rigal                        |                    | Conseiller général de Gaillac (1848-1852) Député |
|                                          |                   | Joseph Rigal                        |                    | Conseiller général de Gaillac (1848-1852) Député |
|                                          |                   | Augustin Barreau                    |                    | |
|                                          |                   | François Thomas                     |                    | |
|                                          |                   | Dieudonné Mercadier                 |                    | |
|                                          |                   | Camille Teyssonieres                |                    | |
|                                          |                   | Augustin Blanc                      |                    | |
|                                          |                   | Dieudonné Mercadier                 |                    | |
|                                          |                   | Camille Teyssonieres                |                    | |
|                                          |                   | Denis Cancé                         |                    | |
|                                          |                   | Louis Delbreil                      |                    | |
|                                          |                   | Stanislas Rossignol                 |                    | |
|                                          |                   | Henri Andrieu                       |                    | |
|                                          |                   | Amédée Mora                         |                    | |
|                                          |                   | Henri Andrieu                       |                    | |
| 15 février 1881                          | 1890              | Ludovic Dupuy-Dutemps               |                    | Avoué, avocat Conseiller général de Gaillac (1883-1901) Député Ministre                                                                                         |
|                                          |                   | M. Amouriq-Descoux                  | Radical-socialiste | Avoué |
|                                          |                   | André Mathieu                       |                    | |
|                                          |                   | M. Amouriq-Descoux                  | Radical-socialiste | Avoué |
|                                          |                   | Guillaume Abadie                    |                    | |
|                                          |                   | Jacques Rolland                     |                    | Charpentier |
|                                          |                   | Henri Durban                        |                    | |
| 1919                                     | 1941              | Jean Calvet                         |                    | |
|                                          |                   | Joseph Garraud                      |                    | |
| 1944                                     | 1945              | Roger Navarrot                      | SFIO               | Gérant de coopérative agricole, comptable Administrateur de journaux Conseiller général de Gaillac (1945-1951)                                                  |
| 1945                                     | 1959              | Jean Calvet                         |                    | Historien, Député (1928-1932) |
| 1959                                     | 1977              | Henri Yrissou                       | CNIP               | Conseiller général de Gaillac (1958-1976) Député |
| 1977                                     | 1983              | André Saux                          | DVD                | |
| 1983                                     | 1995              | Jacques Dary                        | DVD puis UDF       | Conseiller régional (1986-1998) Ancien député suppléant (1993-1997)                                                                                             |
| 1995                                     | 18 octobre 2005,  | Charles Pistre                      | PS                 | Conseiller municipal (2005-2014) Vice-président du Pays Vignoble Gaillacois, Bastides et Val Dadou Conseiller général de Gaillac (1976-2008) Député (1978-1993) |
| 18 octobre 2005                          | 6 avril 2014      | Michèle Rieux                       | PS                 | Cadre d'entreprise 2e adjointe au maire (-2005) Conseillère générale de Gaillac (2008-2015) Députée suppléante depuis 2007                                      |
| 6 avril 2014                             | 16 septembre 2020 | Patrice Gausserand                  | UDI                | 1er vice-président de la CC Tarn et Dadou 2e vice-président de Gaillac Graulhet Agglo Conseiller départemental de Gaillac (2015-2020)                           |
| 1er octobre 2020                         | En cours          | Martine Souquet                     | DVD                | Ancienne directrice de laboratoire |

## Pour approfondir